# 紐氏肩孔南極魚
紐氏肩孔南極魚為輻鰭魚綱鱸形目南極魚亞目南極魚科的其中一種，分布於南冰洋海域，棲息深度可達400公尺，體長可達20公分，常見於潮間帶，為底棲性魚類，屬肉食性，以端足類、多毛類、腹足類等為食。

## 擴展閱讀
維基物種上的相關：紐氏肩孔南極魚